# Gyula Tóth
Gyula Tóth (Kikinda, 30 de abril de 1941 - ibídem, 1 de marzo de 2014) fue un futbolista serbio que jugaba en la demarcación de portero.

## Biografía
Hizo su debut como futbolista en 1960 a los 19 años de edad con el SpVgg Greuther Fürth. Tras cuatro años en el club fichó por el FC Schalke 04, donde jugó en 22 partidos. En 1965 fue traspasado al FC Núremberg. Dos años después de su debut en el equipo, ganó la Bundesliga. Tras un breve paso por el SSV Jahn Regensburg, el FC Homburg se hizo con sus servicios para los tres años siguientes. Finalmente en 1972 se retiró como futbolista a los 31 años de edad. Cuatro años después de su retiro, el KSV Hessen Kassel le fichó como entrenador durante tres años. Tras ser despedido del equipo, el FC Hanau 93 le contrató para entrenar al equipo durante una temporada, siendo este equipo el último que entrenaría.
Falleció el 1 de marzo de 2014 en Kikinda tras sufrir párkinson durante bastantes años, a los 72 años de edad.

## Clubes

### Como futbolista
| Club                 | País                | Año         | Partidos |
| -------------------- | ------------------- | ----------- | -------- |
| SpVgg Greuther Fürth | Alemania Occidental | 1960 - 1964 | 46       |
| FC Schalke 04        | Alemania Occidental | 1964 - 1965 | 22       |
| FC Núremberg         | Alemania Occidental | 1965 - 1968 | 12       |
| SSV Jahn Regensburg  | Alemania Occidental | 1968 - 1969 | 1        |
| FC Homburg           | Alemania Occidental | 1969 - 1972 | 2        |

### Como entrenador
| Club              | País                | Año         |
| ----------------- | ------------------- | ----------- |
| KSV Hessen Kassel | Alemania Occidental | 1976 - 1979 |
| FC Hanau 93       | Alemania Occidental | 1979 - 1980 |

## Palmarés

### Campeonatos nacionales
| Título     | Club         | País     | Año  |
| ---------- | ------------ | -------- | ---- |
| Bundesliga | FC Núremberg | Alemania | 1968 |